# Tetrastichinae
Tetrastichinae é uma subfamília de pequenas vespas da família Eulophidae, pertencente à superfamília Chalcidoidea. Trata-se da maior subfamília de Eulophidae, contando com mais de 100 gêneros com quase 3.000 espécies. Sendo predominantes dentre as pequenas vespas presentes em quase qualquer ambiente terreste, Tetrastichinae apresentam-s em todos continentes, exceto a Antártica. Normalmente, variam do marrom escuro ao preto, sendo raramente metálicos; normalmente não passam de 4mm de comprimento.

## Biologia
Tetrastichinae são vespas parasitoides com grande variação de hábitos de vida, atacando hospedeiros de mais de 100 outras famílias de insetos pertencentes a 10 diferentes ordens; algumas destas vespas foram registradas como parasitoides de nematoides, ácaros e ovos de aranhas. Existe, ainda, uma espécie aquática que ataca besouros de água doce, e algumas que alimentam-se de plantas, incluindo algumas espécies formadoras de galhas.
Evolutivamente, as linhagens que alimentam-se de plantas (hábitos fitófagos) são interpretadas como uma evolução mais recente (secundária) principalmente por conta de algumas destas espécies terem sido observadas explorando as galhas de outros insetos galhadores, mas sem evidências claras de fitofagia nestas. O endoparasitismo é mais frequente que o ectoparasitismo, e o modo de desenvolvimento inclui linhagens solitárias e gregárias. No caso de espécies gregárias, existem casos em que cada hospedeiro comporta poucas vespas parasitoides, e outros casos em que comportam muitas, a exemplo do caso extremo de Aprostocetus xanthopus gerando mais de 2000 larvas parasitas em uma única crisálida atacada de seus hospedeiros. Há também casos de hiperparasitismo como em Eutetrastichus (ou Baryscapus), tanto em situações em que este parece obrigatório como em outras em que parece ser um oportunismo de ocasião.
Enquanto algumas espécies apresentam especificidade de hospedeiros, outras parecem ser mais flexíveis; alguns padrões dissonantes desta especificidade em certas linhagens indicam a existência de espécies crípticas, seja dentre as vespas ou seus hospedeiros. Em algumas linhagens, há constância de hospedeiros, a exemplo dos gêneros Tamarixia que sempre atacam Psylloidea, e de Aprostocetus em que quase todas espécies apenas atacam Cecidomyiidae. Já em outros gêneros, parece que as características ecológicas que parecem pesar mais, a exemplo de Minotetrastichus que apenas atacam larvas minadoras de folhas, sejam estas de Coleoptera, Hymenoptera ou de Lepidoptera; bem como de alguns outros que atacam apenas galhas, independente da identidade do organismo galhador.
Em muitas linhagens, a reprodução se dá por telitoquia, ou seja, em que os ovos das fêmeas são produzidos por partenogênese. Já, outras linhagens apresentam o sistema mais usual, em que machos originam-se de ovos não fertilizados enquanto que fêmeas vêm de ovos fertlizados. Este padrão parece variar dentro de algumas espécies nominais, como o caso de Tetrastichus asparagi, em que não há nenhum registro de machos nas populações da América do Norte, mas existem (em pequenos números) em populações europeias. Uma possibilidade para tal escassez de machos pode se dever a comportamentos como o observado em Melittobia spp. em que os machos digladiam e se matam logo após emergir da pupa hospedeira. Os poucos machos remanecentes precisam desempenhar um complicado ritual de corte para conseguirem copular com as fêmeas.

## Taxonomia
Todas vespas desta família são pequenas, apresentam tarsos com 4 segmentos, e a antena partindo da base dos olhos compostos -- no caso desta subfamília, estas antenas apresentam 3 ou 4 segmentos funiculares, e apresentam notaulos que alcançam a margem posterior do mesoescudo, as asas com venação bastante reduzida.
Pelo fato de serem vespas de pequeno porte e muito semelhantes, além de que são frágeis e difíceis de serem identificadas depois de coletadas, tem sido comum a maioria das espécies descritas terem sido arrojadas no grande gênero Tetrastichus, até que um estudo por M.W.R. de V. Graham  de 1987 partiu este grande gênero em numerosos outros menores, mais representativos de grupos naturais. Inicialmente, foram produzidos 15 gêneros a partir desta repartição.